# Аморфофаллус абиссинский
Аморфофа́ллус абисси́нский (лат. Amorphophallus abyssinicus) — клубневое травянистое растение, вид рода Аморфофаллус (Amorphophallus) семейства Ароидные (Araceae).

## Ботаническое описание
Клубень дискообразный, с седоватой поверхностью, с выпуклыми краями, 2—11 см высотой, 4,5—31 см в диаметре, часто с корневищами до 30 см длиной и с маленькими длинноватыми цилиндрическими дочерними клубнями.

### Листья
Лист появляется после соцветия, 40—150 см высотой. Листовая пластинка 20—100 см в диаметре, трёхраздельная. Центральная жилка острокрылатая. Черешок 20—95 см длиной, 1,5—2,5 см в диаметре, от красноватого до зеленоватого, с тёмно-зелёными или фиолетовыми пятнами, гладкий, с беловато-серым восковым налётом. Конечные листочки тёмно-зелёные сверху, светло-зелёные снизу, ланцетовидно-продолговатые (Центральная Африка), от широко-эллиптических до яйцевидных, заканчиваются коротким, 0,6—1 см длиной, остроконечием или каплевидным длинным, до 2,5 мм длиной, остроконечием, 4—18 см длиной, 1—8 см шириной, если ланцетовидные, то 15—25 см длиной, 1—2 см шириной, центральная жилка часто отчётливо приподнята, края гладкие.
Катафилла два, 8—41 см длиной, 2—7 см шириной и 6—25 см длиной, 1—5 см шириной, прозрачные, переливаются от зеленоватого до розового основного цвета, с тёмно-зелёно-фиолетовыми пятнами неодинаковых размеров и форм; внутренний длиннее, чем цветоножка.

### Соцветие и цветки
Соцветие единичное (очень редко из одного клубня вырастает два), на цветоножке от короткой до умеренной. Цветоножка (3)6—31 см длиной, 1—2,5 см в диаметре у основания, несколько глянцевая, от тёмно-зелёной до коричневатой, с удлинёнными коричневатыми пятнами, сливающимися в группы.
Покрывало (9)14—37 см длиной, разделённое на сильно свёрнутую цилиндрическую или конически-яйцевидную трубку и от широко-треугольной до округлой открытую пластинку (2—5 см начальный диаметр). Пластинка от вертикальной до наклонённой, (5)8—27 см длиной, 7—16 см шириной, треугольно сужающаяся, широкая, от широко-овальной до округлённой; внутри от тёмно- до бледно-фиолетовой, часто с бледными зеленоватыми полосками; края гладкие или волнистые. Трубка 3—11 см длиной, 2—5 см в диаметре; внутри сразу ниже перетяжки с бледно-зелёной полоской; снаружи зеленоватая, от фиолетовой до коричневатой, с тёмными зелёно-коричневыми пятнами или бороздками; у основания внутри от тёмно-фиолетовой до красно-коричневой; от основания трубки до бледно-зелёной полоски тянутся более-менее параллельные дорожки, широкие и даже высокие рёбра, у основания принимающие форму вилки.
Початок сидячий, (5)8—29 см длиной, по крайней мере на ¼ или на 2—4 см (Amorphophallus abyssinicus subsp. unyikae) короче покрывала, с запахом плесени и экскрементов. Женская зона цилиндрическая, (1)1,5—3,5 см длиной, (0,5)1—3 см в диаметре, цветки скученные. Мужская зона цилиндрическая, (1,5)2—4 см длиной, (0,5)1—3 см в диаметре, цветки располагаются очень плотно. Придаток от более-менее цилиндрического до короткоконического,(3)6—15 см длиной, от фиолетового до красно-коричневого, мелко-морщинистый, расширенный в первой четверти, постепенно сужается во второй четверти и заканчивается закруглённой вершиной; у основания сжат; внутри более-менее твёрдый. Стаминодии отсутствуют, стерильная зона между женской и мужской также отсутствует, соотношение женской к мужской зоне: 0,5—0,8(0,9):1.
Женские цветки 3—6 мм длиной; завязь округлая, яйцевидная, 2,5—4 мм длиной, 2,5—3,5 мм шириной, одногнёздная, зелёная, с базальной плацентацией; рыльце сидячее, иногда с коротким столбиком, 1,5—2,5 мм в диаметре, от красновато-фиолетового до коричневого, плоско-шаровидное, двух-, трёх- или четырёхбугорчатое или двух-, трёхлопастное (Amorphophallus abyssinicus subsp. akeassii) и охристое, от гладкого до слегка папиллярного; столбик 0,5—1,5 см длиной, 0,5—1 мм в диаметре, чётко отграниченный от завязи.
Мужские цветки 2—3 мм длиной, 1,5—2 мм шириной; пыльники свободные, 1—1,5 мм длиной, 1,5 мм шириной, яйцевидные, от светло-коричневых до бежевых; нити свободные или сросшиеся у основания, короткие или 1—2(3) мм длиной, поры верхушечные, удлинённые, широко-эллиптические; связник канальный, фиолетовый.

### Плоды
Соплодие 30—90 см длиной, отдельное или с листом. Плодоножка 26—85 см длиной, примерно в 2—4 раза длиннее, чем во время цветения, окраска такая же. Соплодие цилиндрическое, 6—12 см длиной, 2—3 см в диаметре, часто с остатками покрывала.
Ягоды 0,8—1 см длиной и 0,6—0,8 см в диаметре, одно-, двух-, трёхсемянные, яйцевидные. Семена от яйцевидных до плоско-яйцевидных, от тёмно-коричневых до чёрных, 0,5—0,8 мм длиной, 0,3—0,4 мм шириной, гладкие или несколько морщинистые.

## Распространение
Встречается в тропической и Южной Африке: Бенин, Гана, Кот-д'Ивуар, Нигерия, Нигер, Того, ЦАР, Камерун, Заир, Судан, Кения, Танзания, Уганда, Малави, Мозамбик, Замбия, Зимбабве, Ботсвана, ЮАР (Капская провинция).

## Классификация

### Подвиды
В пределах вида выделяются три подвида:
- Amorphophallus abyssinicus subsp. abyssinicus
- Amorphophallus abyssinicus subsp. akeassii Ittenb. — Гана, Кот-д'Ивуар, Нигерия
- Amorphophallus abyssinicus subsp. unyikae (Engl. & Gehrm.) Ittenb. ex Govaerts & Frodin — Заир, Танзания, Малави, Замбия, Зимбабве